# Qingsongling
Qingsongling är en socken i Kina. Den ligger i provinsen Liaoning, i den nordöstra delen av landet, omkring 290 kilometer väster om provinshuvudstaden Shenyang. Antalet invånare är 7 175. Befolkningen består av 3 674 kvinnor och 3 501 män. Barn under 15 år utgör 14,0 %, vuxna 15-64 år 71 %, och äldre över 65 år 13,0 %.
Genomsnittlig årsnederbörd är 652 millimeter. Den regnigaste månaden är juni, med i genomsnitt 163 mm nederbörd, och den torraste är januari, med 2 mm nederbörd.